# دراغون بول: ريجنغ بلاست 2
دراغون بول: ريجنغ بلاست 2 (بالإنجليزية: Dragon Ball: Raging Blast 2)‏ هي لعبة فيديو من نوع أكشن وقتالية، تاريخ صدورها هو 2 نوفمبر 2010 . وهي متوفرة على أجهزة بلاي ستيشن 3 وإكس بوكس 360. اللعبة من تطوير سبايك وهي من نشر بانداي .

## التطوير
أعلن عن اللعبة لأول مرة في إصدار 3 ماي من قفزة شينون الأسبوعية ، وكشف عن أن اللعبة ستحوي على 90 شخصية يمكن اللعب بها ومرئيات مطوّرة.

## الشخصيات
- غوكو
- فيجيتا
- فيجيتو
- غوجيتا
- جوهان
- ترنكس
- جوتن
- جوتنكس
- بيكولا
- كريلن
- ياماكا
- تيان
- جاتزو
- فيدل
- فريزا
- زاربون
- دودوريا
- كابتن جينيو
- جيس
- برتر
- ريكوم
- جولدو
- باردوك
- نابا
- رادتز
- سِل
- أندرويد 16 و 17 و18 و19 و20
- ماجن بوو وسوبر بوو وكِد بوو
- برولي
- نايل
- بيكون
- سايبامان
- دابورا
- تيرلز
- كولر
- سالزا
- أندرويد 13 و14 و15
- بوجاك
- زانجيا
- سوبر جانيمبا
- دور
- نيز
- هاتجياك
- تاربل

## أسلوب اللعبالعاب
جصالح
أسلوب اللعب مشابه بشكل كبير للإصدار السابق، ريجنغ بلاست